# 中華民國—馬紹爾群島關係
中華民國—馬紹爾群島關係是指中華民國與馬紹爾群島共和國之間的外交關係。兩國於1998年建交，目前皆在對方首都設有大使館。

## 歷史
- 1998年11月20日，中華民國外交部長胡志強與馬紹爾群島外交暨貿易部長穆勒（Philip Muller）在台北簽署建交公報[1]，中華民國與馬紹爾群島建立大使級外交關係[2]。

- 1998年12月5日，中華民國在馬久羅設置大使館。[3]

- 1999年10月7日，馬紹爾群島在臺北設立大使館；2002年5月8日，派駐常任大使。[3]

## 高層互訪

### 現任马绍尔群岛政府高層
國家元首 總統：(Hilda Cathy Heine)2024年1月就任，任期4年
國會議長 議長：瓦西(Brenson Wase) 2024年1月就任，任期4年

#### ROC高層訪MHL團（1998/11後）

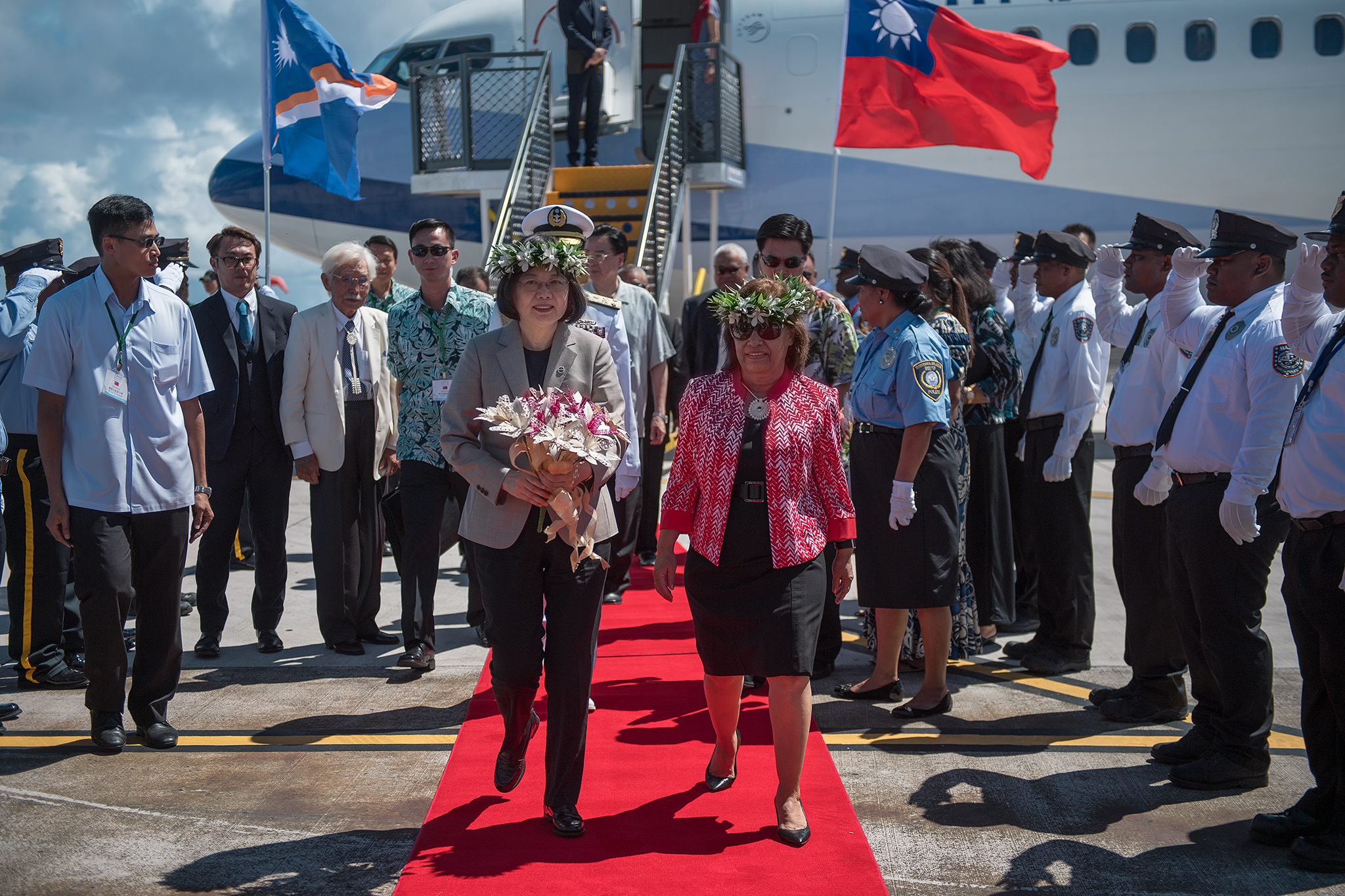
2017年蔡總統訪問馬紹爾群島

#### 马绍尔群岛高層訪中華民國團（1998/11後）
| 國家元首                              |                                                      |  |
| 總統伊馬塔·卡布阿 (Imata Jabro Kabua) | 1999/02                                              |  |
| 總統凱塞·諾特 (Kessai Hesa Note)      | 2002/05、2004/05、2004/12、2006/04、2006/11、2007/06 |  |
| 總統 (Litokwa Tomeing)                | 2008/03、2008/05、2009/08                            |  |
| 總統 (Jurelang Zedkaia)               | 2010/06、2010/11、2011/06                            |  |
| 總統 (Christopher Jorebon Loeak)      | 2012/05、2012/10、2013/03、2014/11                   |  |
| 總統 (Hilda Cathy Heine)              | 2016/05、2018/07、2019/10、2024/05、2025/06          |  |
| 總統 (David Kabua)                    | 2022/03                                              |  |
| 國會議長                              |                                                      |  |
| 議長 (Litokwa Tomeing)                | 2002/11、2005/06                                     |  |
| 議長 (Jurelang Zedkaia)               | 2009/08                                              |  |
| 議長解克禮 (Alvin Jacklick)           | 2009/12、2011/01                                     |  |
| 議長卡斐樂 (Donald Capelle)           | 2012/11                                              |  |
| 議長肯尼思·凱迪 (Kenneth A. Kedi)     | 2016/10、2017/06、2019/03、2019/08                   |  |
| 議長瓦西 (Brenson Wase)               | 2024/7                                               |  |

#### 中華民國高層訪马绍尔群岛團（1998/11後）
| 高層       | 中文名           | 訪問年月 | 備註 | 備註 |
| ---------- | ---------------- | -------- | ---- | ---- |
| 國家元首   |                  |          |      |      |
| 總統陳水扁 | 2005/05、2007/10 |          |      |      |
| 總統馬英九 | 2010/03          |          |      |      |
| 總統蔡英文 | 2017/10、2019/03 |          |      |      |
| 總統賴清德 | 2024/12          |          |      |      |
| 國會議長   | 立法院院長王金平 | 2008/04  |      |      |

## 兩國合作項目

### 兩國政府間合作協定或備忘錄
| 日期           | 協議                                         | 備註     |
| -------------- | -------------------------------------------- | -------- |
| 1979年8月13日  | 《農業技術合作協定》                         | [ 註 1 ] |
| 1999年2月10日  | 《空運服務合作協定》                         |          |
| 1999年5月1日   | 《投資促進暨保護協定》                       |          |
| 2002年5月17日  | 《中華民國與馬紹爾群島共和國之聯合公報》     |          |
| 2003年10月9日  | 《關於國際合作發展基金會志工之協定 》        |          |
| 2004年12月1日  | 《衛生合作協定》                             |          |
| 2006年4月14日  | 《洗錢情報交換合作協定》                     |          |
| 2008年7月28日  | 《設立臺灣衛生中心瞭解備忘錄》               |          |
| 2011年4月12日  | 《引渡條約》                                 |          |
| 2017年10月30日 | 《設立臺馬總統獎助學金基金瞭解備忘錄》       |          |
| 2017年10月30日 | 《有關移民事務與防制人口販運合作瞭解備忘錄》 |          |
| 2018年7月27日  | 《海巡合作協定》                             |          |
| 2018年7月27日  | 《國民互免簽證協定》                         |          |
| 2018年11月20日 | 《警政合作協定》                             |          |
| 2018年11月20日 | 《戰略合作暨夥伴關係架構》                   |          |
| 2019年1月3日   | 《南島民族文化事務合作協定》                 |          |
| 2023年4月13日  | 《外交人員訓練及交流合作協定》               |          |

## 兩國貿易
| 年分 | 貿易總額    | 年增減   | 排名 | 出口至馬紹爾 | 年增減   | 排名 | 自馬紹爾進口 | 年增減     | 排名 |
| ---- | ----------- | -------- | ---- | ------------ | -------- | ---- | ------------ | ---------- | ---- |
| 2022 | 438,579,961 | ▲395.92% | 63   | 438,570,564  | ▲396.21% | 46   | 9,397        | ▼82.67%    | 209  |
| 2023 | 243,296,936 | ▼44.526% | 70   | 243,125,176  | ▼44.564% | 50   | 171,760      | ▲1727.817% | 172  |
| 2024 | 133,910,288 | ▼44.96%  | 77   | 133,887,678  | ▼44.931% | 61   | 22,610       | ▼86.836%   | 200  |

- 中華民國－馬紹爾群島主要出口項目：撚線、繩或索製之結織網、鹽、雷達器具、自動資料處理機、其他鋼鐵製品、飲水等。[7]
- 中華民國－馬紹爾群島主要進口項目：冷凍魚、銅廢料、碎屑等。[7]

## 旅遊

持中華民國護照的中華民國公民可以免簽證的方式入境馬紹爾群島。

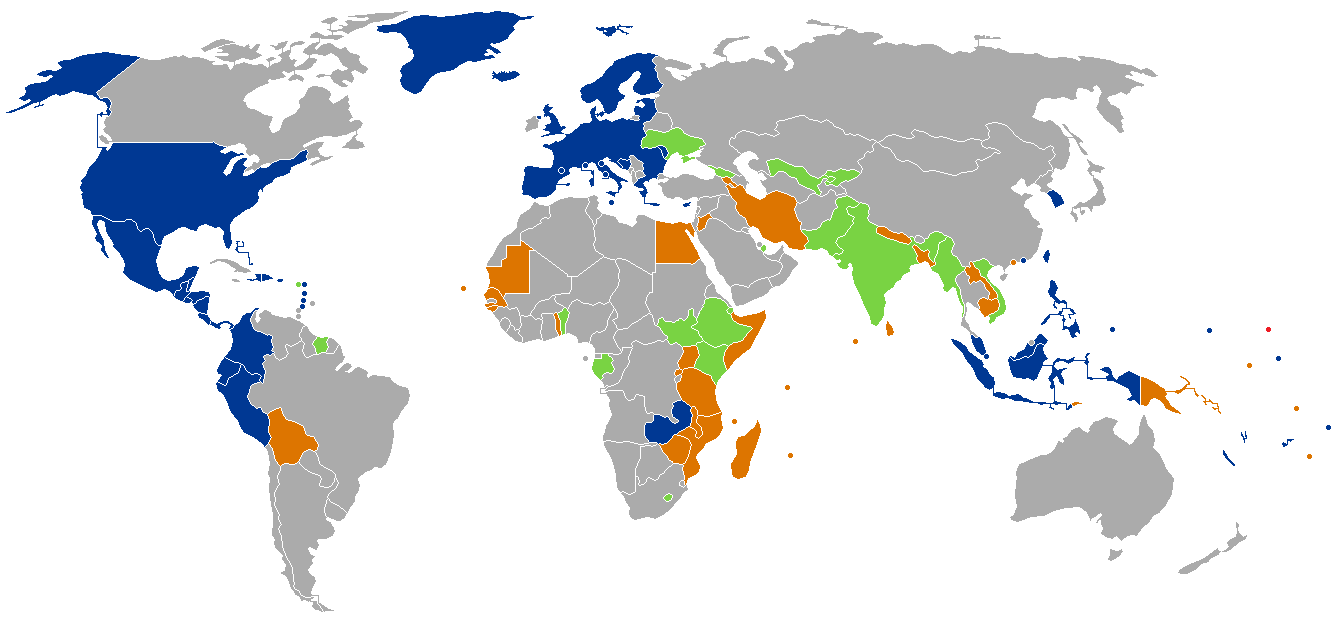
持馬紹爾群島護照的馬紹爾群島公民可以免簽證的方式入境中華民國。

### 簽證
持有中華民國護照的中華民國公民可以免簽證90日，但須提供來回機票證明，倘欲停留超過90天者，需向馬國移民局辦理簽證延期。
持馬紹爾群島護照的馬紹爾群島公民可以免簽證90日入境中華民國。

### 航空客運
兩國目前無直航班機，來往馬紹爾群島之客運航線有以下方式：
1.可搭乘飛往檀香山、 關島班機。
2.在各機場轉機即可到達馬久羅─馬紹爾群島國際機場。
＊上述目的地國際機場為鄰近該國首都或該國最主要樞紐機場，若要前往該國國內線機場詳見馬紹爾群島機場。
＊航線會因航空公司營運狀況更改或取消，出發前應與負責該航線的航空公司確認航線及航班，以免影響權益。

## 外部連結
- 中華民國外交部馬紹爾群島共和國簡介 （页面存档备份，存于）（繁體中文）(Facebook （页面存档备份，存于）、X)

- 中華民國駐馬紹爾群島共和國大使館 （页面存档备份，存于）（繁體中文）（英文）(Facebook （页面存档备份，存于） 、X)

- 馬紹爾群島共和國外交部（英文）(Facebook)

- 馬紹爾群島共和國駐華大使館(Facebook （页面存档备份，存于）)